# Veliki vodenjak
Veliki vodenjak (Triturus carnifex) je vodozemac rasprostranjen u listopadnim šumama pa sve do područja sredozemne klime gdje postoje stalno prisutne vodene površine ili vodotokovi. 

## Opis vrste
Veliki vodenjak ima izduženo tijelo. Mužjaci dosegnu 15-16 cm dužine, a ženke do 17 cm. Koža mu je gruba, s leđa tamno smeđe boje s tamnim točkama, a s trbuha svjetlija, narančaste boje s velikim, okruglim mrljama. Grlo je obično tamno i poprskano bijelim mrljicama.
Mužjaci u doba parenja razvijaju visoku nazubljenu krijestu duž leđa i repa.

## Životni ciklus
Za vrijeme sezone parenja, mužjaci odabiru privremene teritorije na dnu vode. Pažnju ženki privlače mahanjem i trzanjem repa, povijanjem leđa i mahanjem krijestom. Ženke lijegu 200 – 400 jaja, koja se mogu naći pojedinačno zamotana u listić plutajuće ili podvodne vegetacije. Ličinke su dugačke oko 1,2 cm, a mogu narasti do 7 cm. Imaju 3 para vanjskih škrga, te repnu peraju koja se suzuje u tanku nit. Ličinke se nakon 3 do 4 mjeseca preobraze u odrasle jedinke duge 5 – 8 cm, dok spolnu zrelost dostižu pri dužini tijela od 12 – 13 cm. Mogu se javiti i jedinke koje zadržavaju neka ličinačka obilježja (vanjske škrge i život u vodi) i nakon što spolno razriju. Može doživjeti 25 godina.

## Stanište i rasprostranjenost
Obitava od razine mora pa sve do 2140 m nadmorske visine. Pripadnici ove vrste vrijeme provode izvan vode, a odrasle jedinke se mogu naći i nekoliko stotina metara od vode. Izuzetak je sezona parenja, u proljeće, kada borave u stajaćicama i sporim tekućicama, obraslim vodenim biljem.
Životno područje obuhvaća Apeninski poluotok, jadransku strana Balkanskog poluotoka te južni dio središnje Europe. Države u kojima ih se može pronaći su Grčka, Makedonija, Albanija, Crna Gora, Srbija, Bosna i Hercegovina, Hrvatska, Mađarska, Slovenija, Italija, Austrija, Njemačka, Češka, Francuska i Švicarska.

## Zakonska zaštita
Triturus carnifex je zaštićen Bernskom konvencijom (Appendix II, strogo zaštićena vrsta) i europskom direktivom o zaštiti staništa i vrsta. U Europskoj uniji nezakonito je loviti, posjedovati ili rukovati velikim vodenjacima bez posebne dozvole. Isto tako, zabranjeno je njihovo ubijanje ili nanošenje štete njima ili području u kojem žive. 
Veliki vodenjak može se naći u Turopolju i na popisu je zaštićenih vrsta u Republici Hrvatskoj. Štiti ga Pravilnik o proglašavanju divljih svojti zaštićenim i strogo zaštićenim (NN 07/06), gdje je naznačen kao "strogo zaštićena svojta".

## Drugi projekti
|  | Zajednički poslužitelj ima stranicu o temi Veliki vodenjak    |
|  | Zajednički poslužitelj ima još gradiva o temi Veliki vodenjak |
|  | Wikivrste imaju podatke o taksonu Velikom vodenjaku           |